# Nina Arbore

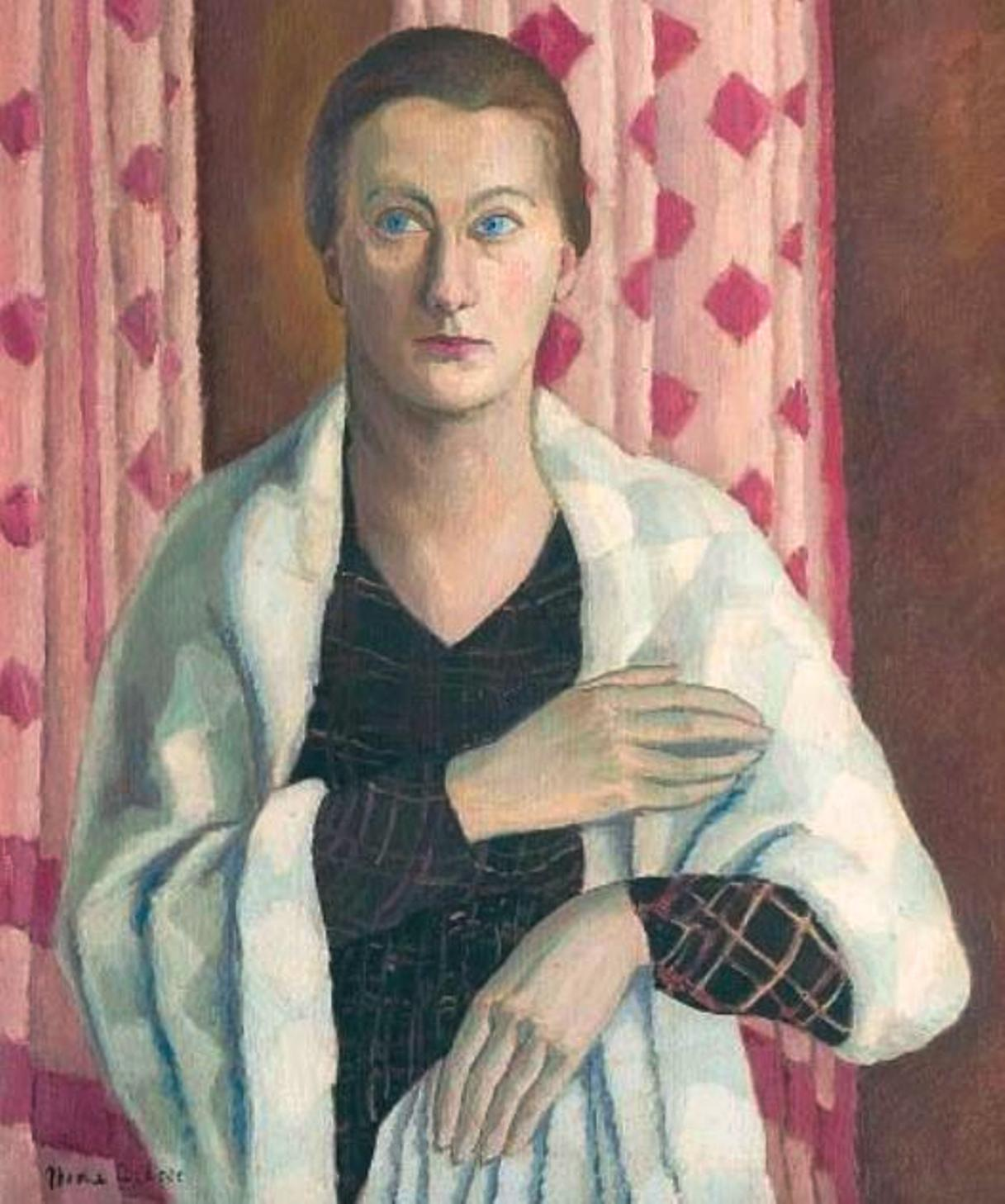
Selbstporträt, 1937

Tamara Nina Arbore (* 8. Oktober 1889 in Tecuci; † 7. März 1941 in Bukarest) war eine rumänische Malerin, Zeichnerin und Grafikerin.

## Leben
Nina Arbores Vater war der Schriftsteller, Journalist und politische Aktivist Zamfir Ralli-Arbore, ihre ältere Schwester die Medizinerin, Schriftstellerin und Politikerin Ecaterina Arbore. Sie erhielt ihren ersten Kunstunterricht bei Nicolae Vermont (1866–1932), als sie noch die Schule in Bukarest besuchte. 1906 ging sie an die Damenakademie München des Münchner Künstlerinnenvereins, wo sie Schülerin von Angelo Jank und Albert Weisgerber war. Von 1910 bis 1914 hielt sie sich in Paris auf und studierte ein Jahr an der privaten Kunstschule von Henri Matisse.
Zurück in Bukarest stellte Arbore erstmals aus und bildete zusammen mit ihren Freundinnen Cecilia Cuțescu-Storck (1879–1969) und Olga Greceanu (1890–1978) die Gruppe „Grup al celor trei doamne“ (deutsch Gruppe dreier Damen). 1916 war die Gruppe Initiator der „Asociația femeilor pictore și sculptore“ (Vereinigung der Bildhauerinnen und Malerinnen), die vom rumänischen Königshaus gefördert wurde. 1921 reiste sie in die Sowjetunion. Seit 1933 war sie Mitglied der Grupul nostru.
Auf der Weltausstellung 1929 in Barcelona erhielt sie eine Auszeichnung. Über viele Jahre hinweg nahm Arbore an Ausstellungen der Gesellschaft für bildende Kunst in Bessarabien teil. Zudem arbeitete sie als Lehrerin an der von Max Hermann Maxy gegründeten „Akademie der dekorativen Künste“.
Nach der Verhaftung und Hinrichtung ihrer Schwester während des Großen Terrors im Jahr 1937 zog sie sich aus dem öffentlichen Leben zurück. Arbore verstarb 1941, ihr Tod scheint die Folge eines Unfalls gewesen zu sein.

## Werk
Nina Arbore zählt zu den führenden rumänischen Künstlern der Moderne. Sie war vor allem für ihre Stillleben und Porträts bekannt, die sie auch als Druckgraphiken (Holzschnitt, Kupferstich und Kaltnadelradierung) ausführte. Neben ihren Tafelbildern stattete sie auch die Kirche der Heiligen Konstantin und Helena in Constanța und die Kirche des Elija in Sinaia mit Wandmalereien aus. Stilistisch sind ihre Werke von einer Betonung der Konturlinien und einer Vereinfachung der Flächen geprägt. Ihr Interesse an Ornament und arabesken Formen lassen die Anregung von Matisse erkennen. Der Kunstkritiker und Dichter Alexandru Bogdan-Pitești (1870–1922) sammelte und schrieb ausführlich über ihre Werke, die er mit der klassisch byzantinischen Kunst und den Werken des italienischen Quattrocento verglich.

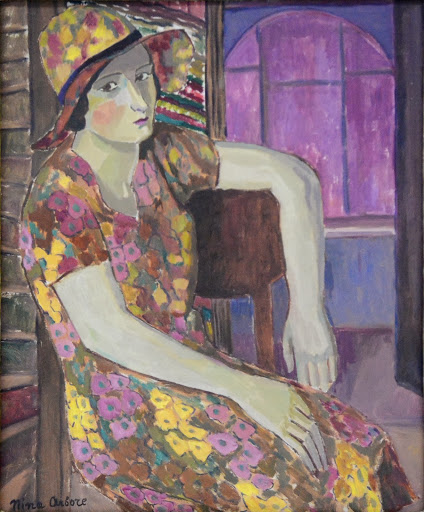
Porträt einer Dame
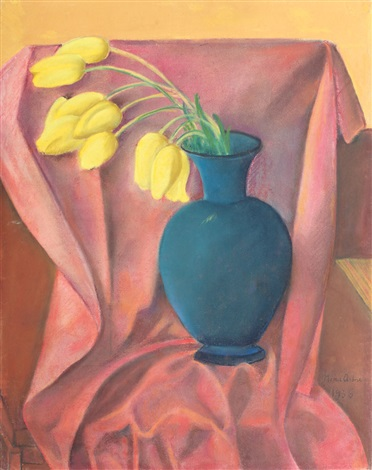
Gelbe Tulpen
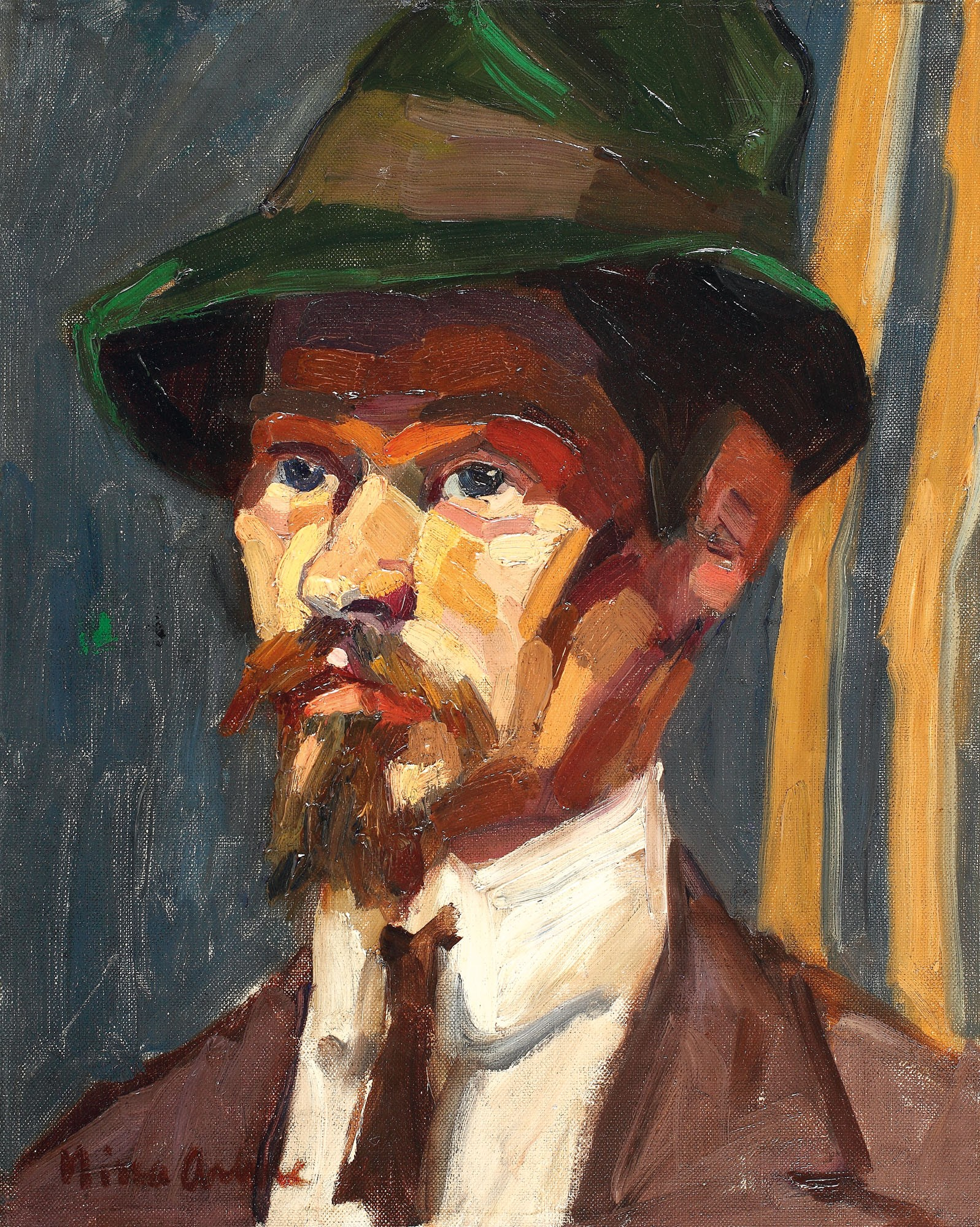
Porträt ihres Bruders Dumitriu
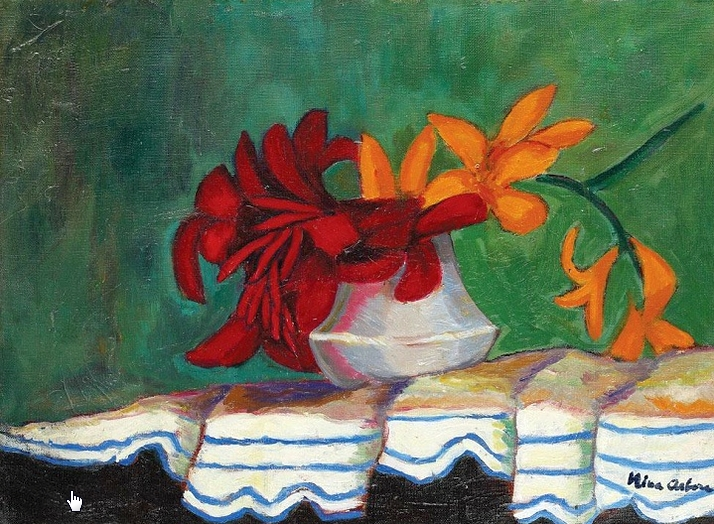
Vase mit weißen Lilien
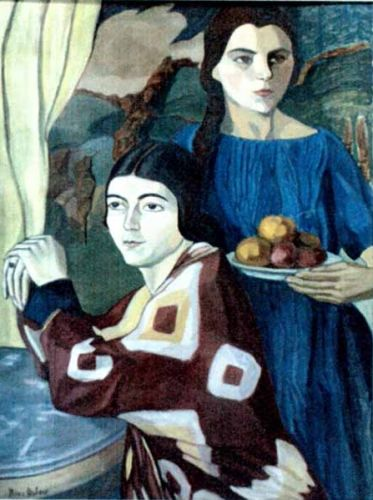
Zwei Schwestern